# 克里斯·盧特科斯基
克里斯·盧特科斯基（英語：Chris Rutkowski）是加拿大研究不明飛行物和超常現象的專家和作家。
1970年代中期，盧特科斯基在大學修讀天文學時開始對不明飛行物感到興趣。自1989年以來，他與溫尼伯市的不明飛行物研究所（UFOlogy Research）對加拿大的不明飛行物現象進行統計及分析。著有《Unnatural history : true Manitoba mysteries》等書籍。
此外他還在曼尼托巴大學擔任通訊總監。

## 外部連結
- 克里斯·盧特科斯基的X（前Twitter）
- 克里斯·盧特科斯基在互联网电影资料库（IMDb）上的資料（英文）